# Give You What You Like
«Give You What You Like» (англ. Дам тобі те, що тобі подобається) — п'ятий та фінальний сингл п'ятого студійного альбому канадської поп-рок/поп-панк співачки Авріл Лавін — Avril Lavigne. В США пісня вийшла 30 березня 2015.

## Список пісень
- Цифрове завантаження / Промо CD-сингл

1. "Give You What You Like" – 3:45

## Чарти
Тижневі чарти
| Чарт (2013-15)           | Місце |
| ------------------------ | ----- |
| Gaon International Chart | 55    |

## Історія релізів
| Країна | Дата            | Формат                       | Лейбл | Виноски |
| ------ | --------------- | ---------------------------- | ----- | ------- |
| США    | 30 березня 2015 | Hot adult contemporary radio | Epic  | [ 2 ]   |